# 육체는 슬프다
《육체는 슬프다》는 한국에서 제작된 이해랑 감독의 1962년 영화이다. 김동원 등이 주연으로 출연하였고 조용진 등이 제작에 참여하였다.

## 출연

### 주연
- 김동원
- 장민호
- 추석양

## 기타
- 원작자: 황순원
- 조명: 고해진
- 녹음: 최칠복
- 미술: 박석인